# Jamberoo australis
Espèce
Jamberoo australis est une espèce d'araignées aranéomorphes de la famille des Stiphidiidae.

## Distribution
Cette espèce est endémique du Victoria en Australie. Elle se rencontre dans le Sud de la cordillère australienne.

## Description
Le mâle holotype mesure 8,80 mm et la femelle paratype 8,41 mm.

## Publication originale
- Gray & Smith, 2008 : A new subfamily of spiders with grate-shaped tapeta from Australia and Papua New Guinea (Araneae: Stiphidiidae: Borralinae). Records of the Australian Museum, vol. 60, p. 13-44 (texte intégral).